# Mario Berríos
Pour les articles homonymes, voir Berrios.
Mario René Berríos Castillo (né le 29 mai 1982 à Tela au Honduras) est un footballeur international hondurien, qui évolue au poste de milieu de terrain.

## Biographie

### Carrière en sélection
Avec l'équipe du Honduras, il joue 19 matchs (pour aucun but inscrit) entre 2002 et 2013. Il figure notamment dans le groupe des sélectionnés lors des Gold Cup de 2005 et de 2013, où il atteint à chaque fois les demi-finales.

## Palmarès
CD Marathón
- Championnat du Honduras (6) :
  - Champion : 2002 (Clôture), 2003 (Clôture), 2004 (Ouverture), 2007 (Ouverture), 2008 (Ouverture) et 2009 (Ouverture).